# El Realejo
El Realejo est une municipalité du Nicaragua, dans le département de Chinandega.
La ville fut construite en 1532, pendant les premières années de la colonisation espagnole. Elle servit pendant cette période de port principal du Nicaragua, jusqu'au XVIIe siècle quand des pirates commencèrent à menacer son activité économique.
L'importance du Realejo fut par la suite affaiblie par la construction de Corinto, qui devint le nouveau port principal du pays.